# Capinota
Capinota è un comune (municipio in spagnolo) della Bolivia nella provincia di Capinota (dipartimento di Cochabamba) con 18.106 abitanti (dato 2010).

## Cantoni
Il comune è suddiviso in 4 cantoni:
- Capinota (comprendente la città di Irpa Irpa)
- Chamoco
- Tokho Halla
- Villcabamba